# Orfa Bohórquez Valencia
Orfa Bohórquez Valencia fue una abogada y líder política de Miahuatlán de Porfirio Díaz, Oaxaca, asesinada el 4 de agosto de 1986.
Fue activista, directora y fundadora del Comité de Defensa de los Intereses del Pueblo. Asesoraba a organizaciones campesinas en la lucha contra los caciques de la región. Como abogada asesoraba a varias comunidades indígenas cercanas a Miahuatlán sobre sus derechos, y encabezaba el comité de defensa de los derechos de varios pueblos zapotecos, chinantecos y mixtecos de la Sierra Sur [1].
Fue una mujer activa que promovió la construcción del mercado municipal, el cual lleva su nombre. De acuerdo a notas periodísticas del día siguiente de su muerte hablan de que su asesinato fue con fines políticos.